# Deng Yanda

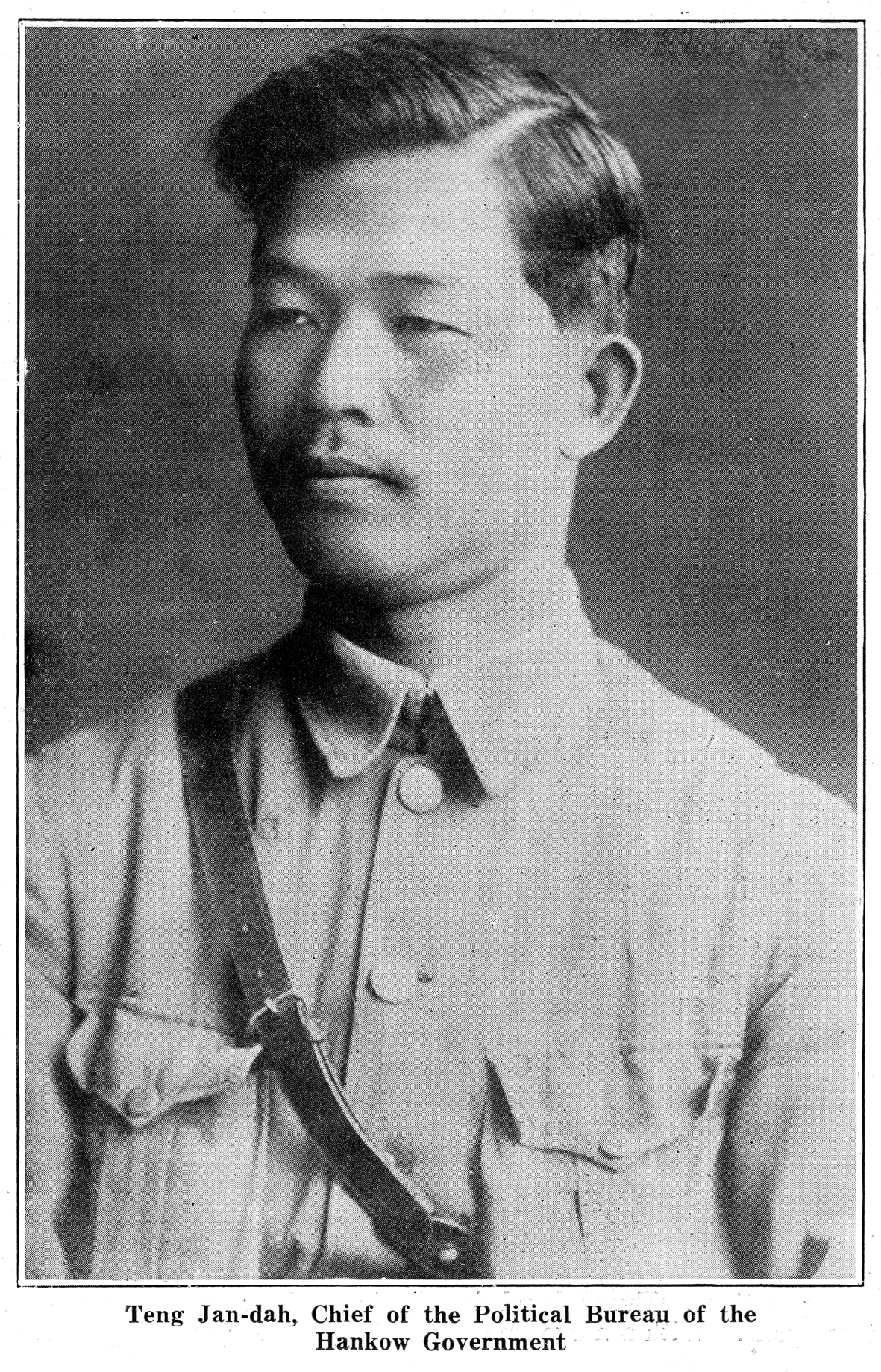
Teng Jan-Dah (Deng Yanda) en 1927

Deng Yanda (chinois simplifié : 邓演达 ; chinois traditionnel : 鄧演達 ; pinyin : Dèng Yǎndá ; cantonais Jyutping : dang6 jin2daat), né le 1er mars 1895 et mort le 29 novembre 1931, est un officier militaire du Parti nationaliste chinois. 
Il rompt avec les dirigeants du parti en 1927, estimant qu'ils en trahissent les principes. En 1930, il tente de former un nouveau parti, qu'il appelle le Comité d'action provisoire du Parti nationaliste chinois ou tiers parti. Il est rebaptisé Parti démocratique des ouvriers et paysans de Chine. En 1931, il est reconnu coupable de trahison par le gouvernement nationaliste et exécuté en secret. Au XXIe siècle, Deng est reconnu comme un martyr révolutionnaire par la République populaire de Chine.

## Biographie
Deng Yanda nait dans le xian de Huizhou, province du Guangdong. Il étudie dans les écoles militaires du Guangdong et de Wuhan, diplômé de l'Académie militaire de Baoding en 1919. Deng est recruté dans l'armée du Guangdong en 1920 et combat sous l'officier nationaliste Deng Keng. Lorsque Sun Yat-sen annonce sa politique d'alliance avec l'Union soviétique en 1923, Deng la soutient. Il est nommé au comité préparatoire de l' Académie militaire de Whampoa, construit par les nationalistes chinois aidés des Russes. C'est un  commandant dans l'expédition du Nord (1926–1928) que les nationalistes lancent pour unifier la Chine. Lorsque Chiang Kai-shek rompt avec le Parti communiste chinois et la Russie, Deng dénonce Chiang et quitte la Chine pour la Russie et l'Europe, où il vit de 1927 à 1930. À son retour en Chine, Deng forme un nouveau parti, qu'il nomme Comité d'action provisoire du Parti nationaliste chinois ou Tiers Parti (rebaptisé Parti démocratique des ouvriers et paysans de Chine en 1947).
Au milieu des années 1920, la plupart des partis politiques chinois fondés dans les premières années de l'ère républicaine disparaissent des cercles politiques. Il ne restait plus que deux partis qui sont devenus les forces décisives pour le pays - le Parti communiste chinois (PCC) et le Kuomintang (KMT) après son remaniement. En 1927, la coopération entre le PCC et le KMT se rompt. Chiang Kai-shek introduit une politique de massacre et de répression armée au PCC. Pour lutter contre le KMT, les communistes chinois sont contraints de déplacer leurs bases vers les campagnes et les montagnes. En Chine, la lutte entre ces deux partis est alors prolongée. Dans ce contexte de division de la politique chinoise en deux partis opposés, le parti de Deng, également connu sous le nom de tiers parti, est fondé.
Deng attaque Chiang Kai-shek, jugeant que c'est un dictateur. Il provoque alors la colère du gouvernement nationaliste de Nanjing. En 1931, en soutenant un mouvement sécessionniste anti-Chiang à Guangzhou, il contribue à les irriter. Il est arrêté selon le règlement international de Shanghai le 17 août 1931 et extradé à Nanjing, où il est exécuté le 29 novembre 1931. Sa tombe se situe près du mausolée de Sun Yat-sen, sur la montagne Zhongshan, près de Nanjing.

## Opinions politiques
Deng est socialiste. Pourtant, après avoir quitté les nationalistes, il ne s'aligne pas sur les autres partis, insistant sur le fait que la révolution chinoise ne devrait pas être limitée pour répondre aux besoins de la Russie ou du Komintern. Après la mort de Deng, son parti soutient le gouvernement populaire du Fujian de courte durée qui s' oppose à Chiang Kai-shek et cherche une alliance avec les communistes chinois. Le parti devient l'un des huit partis non communistes légaux de la République populaire de Chine, où Deng est, au 21e siècle, reconnu comme un «martyr révolutionnaire». Les opinions de Deng soient parfois associées avec celles de Soong Ching-ling, personnalité politique et veuve de Sun Yat-sen. Cependant, Soong ne rejoint pas le parti de Deng et refuse une offre de le diriger après sa mort.